# Royo del Rabal
Pedro Nadal y Auré, «el Royo del Rabal» (Zaragoza, 23 de octubre de 1844 - ibídem, 11 de mayo de 1905) fue un cantante de jota aragonesa cuya actividad se desarrolló principalmente entre los años 1860 y 1895. Fue considerado como el más importante «cantador» de jota en su época y marcó un hito decisivo en la fijación de los diferentes estilos de este género del folklore aragonés.

## Biografía
Nació en el Barrio del Arrabal de Zaragoza en 1844 y aprendió a cantar la jota en su niñez cuando iba a ayudar en las faenas del campo. Huérfano a temprana edad, fue criado por unos tíos suyos. Se casó a los 23 años con una mujer de su barrio, Vicenta Fernández. Trabajó como guarda de riego (azutero) para el sindicato del barrio del Rabal o Arrabal. Se sabe también que fue condenado a prisión por sus ideas republicanas.
Hasta 1892, época en la que comenzaron los certámenes de jota, la fama de un cantador se asentaba en las actuaciones ante grandes personajes. El Royo del Rabal deslumbró entre otros al ministro González Bravo y al rey Alfonso XII, quien le escuchó cantar en Madrid en 1878 con su grupo, «la rondalla zaragozana». Se dice que el tenor Julián Gayarre le escuchó una jota en 1883 en la que Pedro Nadal subía hasta el re sobreagudo.
Cultivó los estilos clásicos, especialmente las jotas «zaragozanas puras», las «fieras», las «rabaleras» y «femateras», aunque él les dio un estilo personal al tiempo que las ejecutaba haciendo gala de unas portentosas facultades. También cultivó las «rondaderas» o jotas de ronda. Pese a que ya existían grabaciones fonográficas no hay constancia de ningún registro para cilindro o disco.
El Royo del Rabal actuó en las capitales más importantes de la geografía española (Madrid, Barcelona, Valencia, Sevilla...) hasta el año 1895, fecha en que su estrella empieza a declinar debido a la aparición en la escena de los niños Juanito Pardo y José Moreno (el «Niño Moreno») de la mano de su representante, un reputado estudioso de la jota, Santiago Lapuente.
En el ocaso de su vida marchó a vivir al barrio de San Felipe, donde murió en la calle de Torres Secas, número 9.